# Варбаш
Варбаш — река в России, протекает в Краснобаковском районе Нижегородской области. Устье реки находится в 5,1 км по левому берегу реки Лопшанга. Длина реки составляет 11 км.
Исток реки находится у нежилой деревни Кирюхино в 5 км к юго-западу от посёлка Красные Баки. Река течёт на юго-восток, на реке нежилые деревни Кирюхино, Якшариха и жилая деревня Зубилиха. Впадает в Лопшангу западнее деревни Вавилиха.

## Данные водного реестра
По данным государственного водного реестра России относится к Верхневолжскому бассейновому округу, водохозяйственный участок реки — Ветлуга от города Ветлуга и до устья, речной подбассейн реки — Волга от впадения Оки до Куйбышевского водохранилища (без бассейна Суры). Речной бассейн реки — (Верхняя) Волга до Куйбышевского водохранилища (без бассейна Оки).
Код объекта в государственном водном реестре — 08010400212110000043014.